# Macunaíma (film)
Macunaíma è un film del 1970 diretto da Joaquim Pedro de Andrade, liberamente tratto dall'omonimo romanzo di Mário de Andrade, considerato una pietra miliare della letteratura modernista brasiliana del XX secolo.